# Метод конечных отношений
Метод конечных отношений (МКО) - комплекс измерительных и расчетных операций, основанный на анализе энергоемкости процессов в статике и динамике.
На основе МКО построена прикладная теория энергосбережения.